# Shota Hazui
Shota Hazui (em japonês:  筈井 翔太, Hazui Shota; Quioto, 30 de setembro de 1986) é um jogador de polo aquático japonês.

## Carreira
Hazui integrou a Seleção Japonesa de Polo Aquático que ficou em décimo segundo lugar nos Jogos Olímpicos de 2016.